# El ángel vengador: Calígula
El ángel vengador: Calígula es una miniserie peruana, producida por Iguana Producciones S.A. y emitida por Frecuencia Latina. Protagonizada por Julián Legaspi, con las participaciones de Renato Rossini y Leslie Stewart  y dirigida por Luis Llosa, la telenovela recrea la vida de Fernando de Romaña Azalde, joven limeño que fue asesinado en 1992 y cuyo asesino se desconoce.

## Sinopsis
Alejandro Samanéz (Julián Legaspi), conocido como “Calígula” ; fue asesinado en una carretera junto a su amigo Felipe (Renato Rossini). Desde ahí, periodistas y policías tratan de resolver el caso, mientras desde el gobierno intentarán ocultar los hechos.

## Elenco
- Julián Legaspi - Alejandro Samanéz Valverde "Calígula"
- Lolita Ronalds - Silvana Risso
- Leslie Stewart - Mariela Córdova
- Sonia Oquendo - María Luisa "Marilú" de Gálvez
- Renato Rossini - Felipe "Pipo" Corrochano
- Antonio "Toño" Vega - Del Pozo
- Mariella Trejos - Jueza Teresa Valverde (Madre de Alejandro)
- Jaime Lértora - Sr. Alfaro
- Fernando de Soria - José "Pepe" Gálvez
- Orlando Sacha Alfredo Bustos
- Aristóteles Picho el cholo
- Baldomero Cáceres Guido
- Tony Vázquez - Yorik
- Ramón García sargento Cavero
- Hernán Romero Berrio - Manuel Córdova
- Milena Alva - Madre de Mariela
- Cécica Bernasconi - Carmen de Dulanto
- Jesús Delaveaux - Andrés Dulanto
- Javier Valdés - Capitán Alberto Borda
- Reynaldo Arenas mayor Avila
- Ethel Mendoza Bruja Magdalena
- Nilda Muñoz Señora de edificio
- Vanessa Robbiano - Inés Bustos
- Alithu Robinson - Amiga de Mariela
- Paola Enrico - Chichi (mama del hijo de Alejandro)
- Óscar Vega Castillo policia

### Actuaciones especiales
- Christian Meier - Claudio
- Juan Manuel Ochoa - "El Mudo"
- Liliana Mass
- Ingrid Yrivarren - Maggie
- Carlos Alcántara - Fernando Castillo
- Katia Condos

## Retransmisión
La miniserie se retransmitió por Panamericana Televisión a 24 años de su estreno del 20 de marzo hasta el 31 de marzo de 2017 en el horario de las 7:30 p. m.

## Soundtrack
*Love Theme (From "The Terminator")
*Pat Metheny Group- Tell Her You Saw Me
*Grover Washington, Jr. - In A Sentimental Mood
*Porno for Pyros - Pets
*Mystic - Ritmo De La Noche
*The Soup Dragons - I'm Free
*K.W.S. - Please Don't Go (Sunshine Mix)
*Primus- Jerry Was a Race Car Driver
*The Farm - All Together Now
*Techno-Flight 1 - Fuck You
*Chimo Bayo - Así me gusta a mí
*Red Hot Chili Peppers-The Power of Equality
*Lenny Kravitz - Believe
*B 52's - Good Stuff Extended Disco Mix
*REO Speedwagon - Can't Fight This Feeling
*Red Hot Chili Peppers- Suck My Kiss
*Electronic - Disappointed (Original Mix)
*Robert Plant- Calling To You
*Azúcar Moreno- Ven Devórame Otra Vez
*Alex Leon y Su Orquesta-El Amor
*Soundgarden- Outshined
*Guillermo Dávila- Cada cosa en su lugar
*Soundgarden- Slaves and bulldozers
*Lenny Kravitz - Are You Gonna Go My Way
*Brian May - Too much love will kill you
*U2- Zooropa
*U2- Babyface
*Red Hot Chili Peppers - Breaking The Girl
*Sergio Vargas - La Ventanita
*EMF- Children